# 에프렌 라미레즈

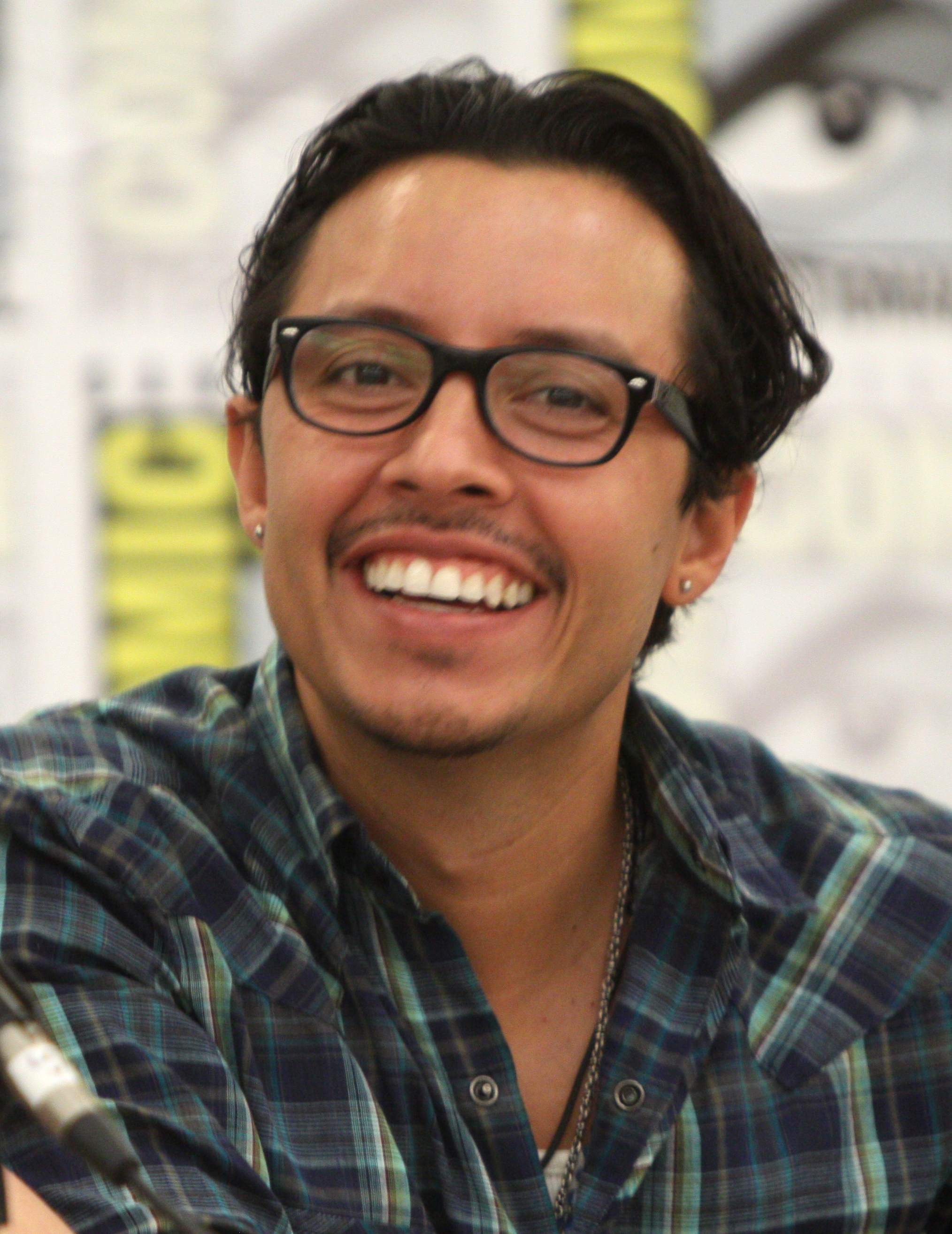

에프런 라미레스(Efren Ramirez, 1973년 10월 2일 ~ )는 미국의 영화 제작자, 배우이다.
로스앤젤레스에서 태어났다.

## 영화
- 트래픽 (2017년)
- 미들 스쿨: 꼰대 길들이기 (2016년)
- 스쿨 댄스 (2014년) - 엘 마타도르 역
- 알바레즈 형제: 마약왕을 제거하라 (2012년) - 에스테반 역
- 풀 보이즈 (2011년)
- 이스트바운드 앤 다운 1 (2009년)
- 아드레날린 24 2 (2009년) - 비너스 역
- 게이머 (2009년)
- 팬츠 온 파이어 (2008년) - 본인 역
- 워크아웃 (2006년)
- 이 달의 점원 (2006년) - 조그 역
- 아드레날린 24 (2006년) - 케이로 역
- 나폴레옹 다이너마이트 (2004년) - 페드로 역
- 딜리버링 마일로 (2001년)
- 메이킹 더 비디오 (1999년) - 본인 역
- 킹 코브라 (1999년)
- 카잠 (1996년)
- 스트립퍼 배심원 (1995년)
- 타미와 티렉스 (1994년)